# Reptiliomorpha
Reptiliomorpha refere-se a uma ordem ou subclasse de anfíbios semelhantes a répteis, que deu origem aos amniotas, no Carbonífero. Utilizando a nomenclatura filogenética, os Reptiliomorpha incluem os seus descendentes amniotas apesar de, mesmo em nomenclatura filogenética, o nome seja mais usado para referir ao grupo não-amniota de labiritodontes semelhantes a répteis. Um nome alternativo, Anthracosauria é comummente usado para o grupo, mas é confusamente também usado para referir-se ao grado evolucionário "inferior" dos reptilomorfos, por Benton.

## Taxonomia
Classificaçao segundo Ruta et al. (2003):

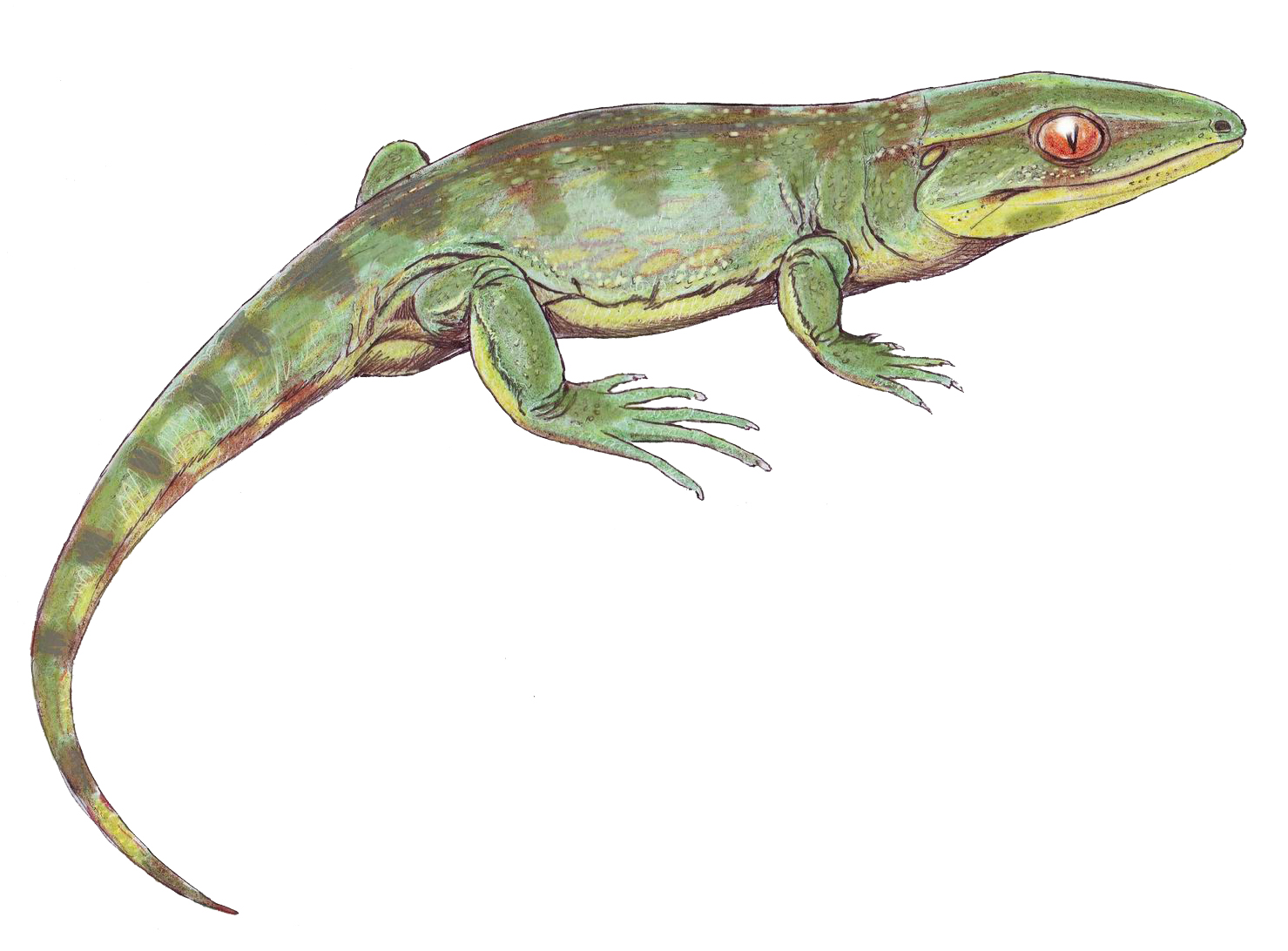
Gephyrostegus

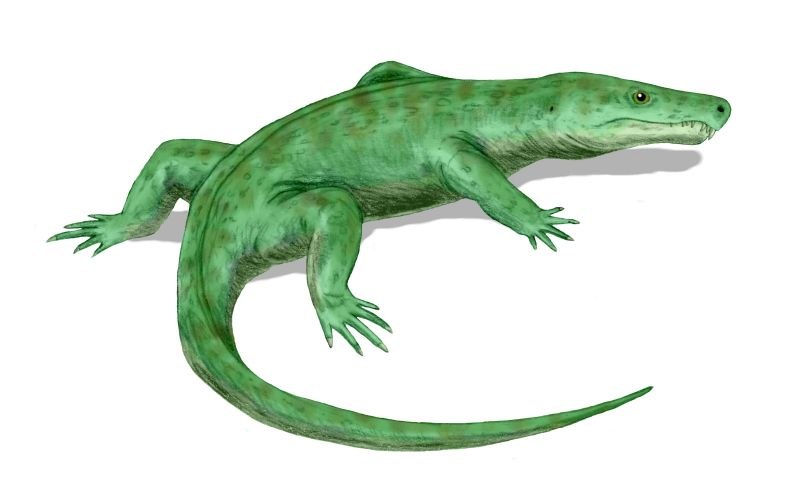
Limnoscelis

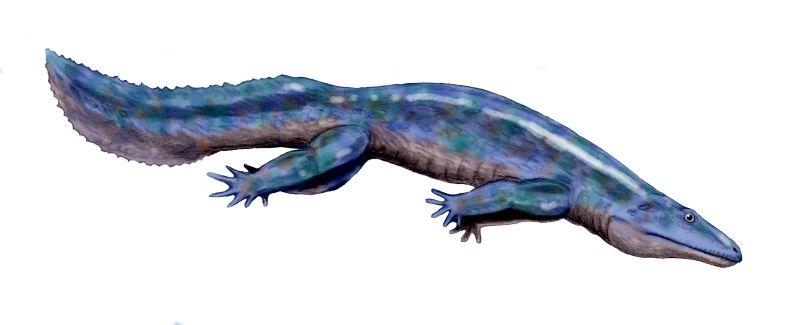
Diplovertebron

- Superclasse Tetrapoda
  - Superordem Reptiliomorpha
    - Família Caerorhachidae
    - Ordem Gephyrostegida
      - Família Gephyrostegidae

    - Ordem Chroniosuchia
      - Família Bystrowianidae
      - Família Chroniosuchidae

    - Ordem Embolomeri
      - Família Eoherpetontidae
      - Família Anthracosauridae
      - Família Proterogyrinidae
      - Família Eogyrinidae
      - Família Archeriidae

    - Ordem Seymouriamorpha
      - Família Kotlassiidae
      - Família Discosauriscidae
      - Família Seymouriidae

    - Família Diadectomorpha
      - Família Diadectidae
      - Família Limnoscelidae
      - Família Tseajaiidae

    - Amniota

## Bibliografía
- Carroll, R. L., 1988: Vertebrate paleontology and evolution. W. H. Freeman and company, New York
- Laurin, M. & Reisz, R. R., (1997): A new perspective on tetrapod phylogeny. 9-59 in Sumida, S. S. & Martin, K. L. M., 1997: Amniote origins: Completing the trasition to Land Academic Press, San Diego
- Marjanovic, David, (2002) Re: thoughts on which nodes to name Dinosaur Mailing List
- Säve-Söderbergh, G. (1934). Some points of view concerning the evolution of the vertebrates and the classification of this group. Arkiv för Zoologi, 26A, 1-20.
- Second circular of the first International Phylogenetic Nomenclature Meeting 2003
- Von Huene, F., 1956, Paläontologie und Phylogenie der niederen Tetrapoden, G. Fischer, Jena.